# 徐應
徐應（1504年—1593年），字順叔，號廓原，浙江金華府蘭溪縣人，民籍，明朝政治人物。

## 生平
嘉靖十六年（1537年）丁酉科浙江鄉試第三十六名舉人。嘉靖二十九年（1550年）中式庚戌科會試第二百四名，三甲第九十三名進士。授常州府推官，三十三年正月选授礼科给事中，三十四年巡视京营，三十五年四月升礼科右，因奉使册封王府后至，至为御史所紏，贬福建按察司知事。擢兵部主事，三十八年二月改光禄寺丞，四十年六月升尚宝司少卿，十月升南京尚宝司卿，四十一年十月升南京通政使司右参议，四十五年二月升應天府府丞。隆慶元年（1567年）十一月升南京太常寺卿，二年改南太僕寺卿，三年正月考察，令冠帶閑住。

## 家族
曾祖徐原俊；祖父徐山；父徐珠。前母陳氏；母洪氏。永感下。